# Lycos (portail web)
 (janvier 2019).
Si vous disposez d'ouvrages ou d'articles de référence ou si vous connaissez des sites web de qualité traitant du thème abordé ici, merci de compléter l'article en donnant les références utiles à sa vérifiabilité et en les liant à la section « Notes et références ».
Pour les articles homonymes, voir Lycos.
Lycos est un moteur de recherche international qui fut à l'origine d'imposants portails Internet en Asie, Amérique latine, Europe et Amérique du Nord. La marque s'est construite son image en choisissant pour logo et mascotte publicitaire un retriever noir nommé Lycos qui « va chercher ».
Le siège social de la société est à Waltham, Massachusetts. Lycos est une filiale de Kakao.

## Origines[réf.nécessaire]
Lycos est, à l'origine, un projet expérimental de moteur de recherche mené par le professeur Michael Mauldin (en) de l'université Carnegie-Mellon à Pittsburgh aux États-Unis. Son nom est ainsi l'abréviation de celui d'une araignée qui chasse en se précipitant sur ses proies : la Lycosidae. Depuis 1994, la marque Lycos s'est progressivement fait une renommée mondiale. La maison mère Lycos Inc fut, à travers le monde, à l'origine de diverses coentreprises filles, tendant plus ou moins à s'en émanciper : Lycos Europe, Lycos Canada, Lycos Korea, Lycos Russie et Lycos Asie.

## Histoire

Tripod

### Lycos Inc.
En juin 1995, est créée la société Lycos Inc. dont le financement est assuré par une entreprise de capital-risque. En 1996, la firme, ainsi générée, ouvre son capital au public. En 1998, elle rachète la société Wired Digital et prend ainsi possession du moteur de recherche HotBot. En 1999, le moteur de recherche devient également un annuaire.

Hotbot

En mai 1997, Lycos Inc crée Lycos Europe en association avec le groupe Bertelsmann. Lycos Europe entretient bientôt des portails dans toute l'Europe soit en France, au Royaume-Uni, en Allemagne, aux Pays-Bas, en Espagne, en Italie, en Suisse, au Danemark sous la marque Jubii, un temps en Suède sous la marque Spray, un temps en Norvège et un temps en Russie en collaboration avec Terra Lycos. En 2000, il est racheté par Terra Networks, filiale internet de Telefonica, plus grande entreprise espagnole de télécommunications. De cette synergie, naît Terra Lycos. Le réseau connaît un essor certain et est alors l'un des plus grands acteurs de l'internet. Il comprend notamment de grands noms tels Tripod, Angelfire, WhoWhere, MailCity, HotBot, HotWired, Wired News, Webmonkey, Suck.com, Quote.com, Sonique et Gamesville. En 2004, le conglomérat sud-coréen Daum s'empare de Lycos Inc. En 2010, la société indienne Ybrant Digital l'acquiert à son tour.

### Lycos Europe

Lycos iQ

Si à l'origine, ses fonctions se bornent surtout à celles de recherche, la société a proposé plusieurs autres services :
- les moteurs de recherche (Fireball, Lycos iQ, Pangora) ;
- la messagerie (Lycos Mail, Lycos Chat, Caramail, Jubii) ;
- la création de pages internet (Tripod, Multimania, Lycos Webcenter) ;
- l'accès à Internet (Comundo) ;
- les sites de rencontre (Love@Lycos)...

Love@Lycos

C’est en 2000, avec son entrée en bourse, que Lycos Europe semble marqué d'une grande ambition notamment en France où il effectue d'importantes acquisitions. Il tend ainsi à rivaliser avec son aîné américain. Lycos Europe s'est même lancé dans l'accès à internet avec Comundo dès 1999 en Allemagne. En 2000, l'expérience est tentée en France mais le succès n'est pas vraiment au rendez-vous. Il n'est, en effet, pas égal dans tous les pays. Durant cette même année, Lycos Europe rachète l'hébergeur web francophone Multimania. Il prend la place de Tripod au sein du portail français. La mise en place d'un nouveau type de publicité, particulièrement intrusif, et le développement des blogs ont contribué au déclin du service, qui au début des années 2000 était utilisé par plusieurs centaines de milliers de membres. Lycos Europe acquiert, cette même année, le groupe suédois Spray Network au sein duquel vient d'être incorporé le français Caramail. Celui-ci, fort de son webmail ou encore de son chat, réunit alors une importante communauté d'utilisateurs francophones. Lycos France entend profiter de sa notoriété et l'intègre au sein de son portail. Au détriment de l'esprit communautaire qui faisait son charme, il se replie sur son activité originelle de webmail. Il finit par strictement remplacer Lycos Mail. La greffe reste difficile et en 2007, Lycos promeut une nouvelle plateforme de webmail dénommée Jubii offrant divers services annexes.
En 2001, Lycos Europe prend possession de Pangora[réf. nécessaire]. En 2004, Lycos Europe rachète encore la société française BuyCentral et l'allemand United-Domains AG qui doit être revendu en 2009 à United Internet[réf. nécessaire].

### Depuis 2007

Jubii bêta par Caramail

En 2007, Jubii entend remplacer Caramail, mais aussi Love@Lycos avec JubiiDate, Lycos Chat avec JubiiWorld. Lycos Europe fait même cavalier seul en Amérique du Nord où elle lance son propre portail Jubii.
Mais malgré cette tentative de relance, l'entreprise multiplie les dettes et connaît plusieurs plans sociaux. En janvier 2009, elle décide d’abandonner toutes ses activités non rentables. Certaines entités telles Caramail, devenu GMX, ou Multimania sont rachetées.

Multimania

Le portail Lycos disparaît du Web européen le 15 février 2009, se recentrant sur le moteur de recherche. Les équivalents nord-américains finissent par suivre le même chemin revêtant le même habillage. Si certains services persistent de façon indépendante tel un « Lycos Chat » international toujours en ligne, le moteur francophone n'est aujourd'hui qu'une page relais francophone des pages anglophones Lycos Mail, Lycos Domains, Tripod ou Angelfire.

## Logos

Logo de Lycos « The catalog of the internet »
Logo de Lycos
Logo de Lycos Europe dans les années 2000
Logo de Lycos
Logo « meet you there »
Logo depuis 2009 « Go get it! »
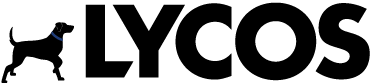
Dernière version du logo